# Willem Lenssinck

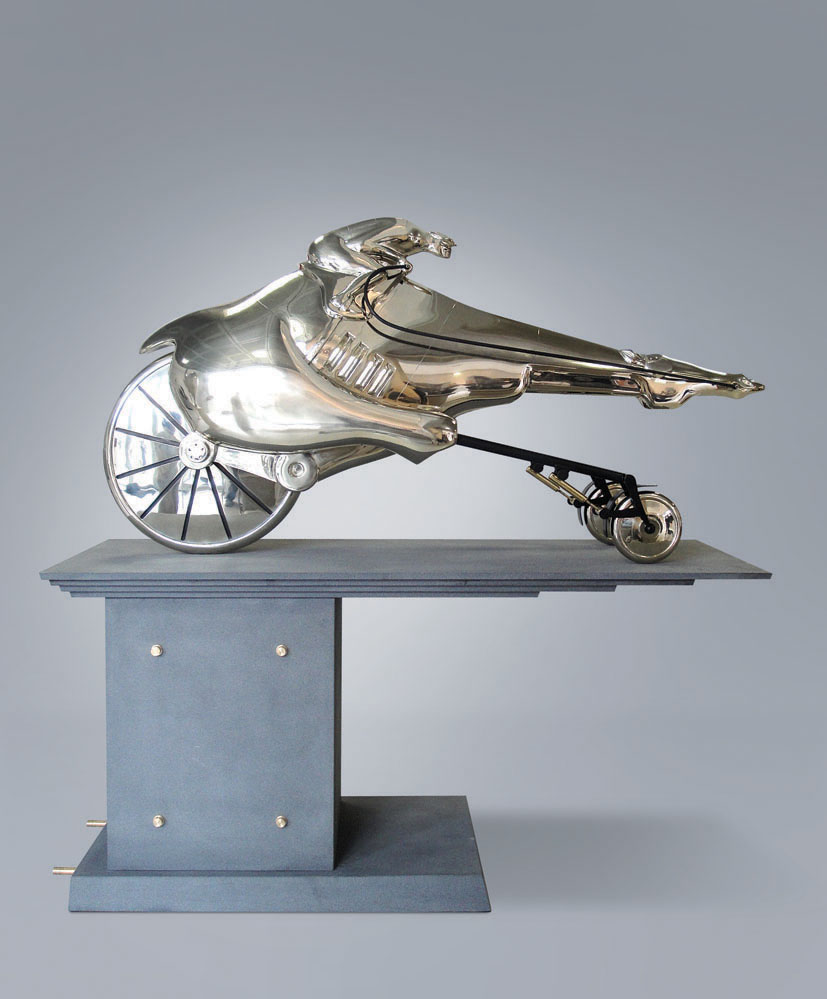
Willem Lenssinck – Formula I Racing Horse (2014), neusilber (nowe srebro)

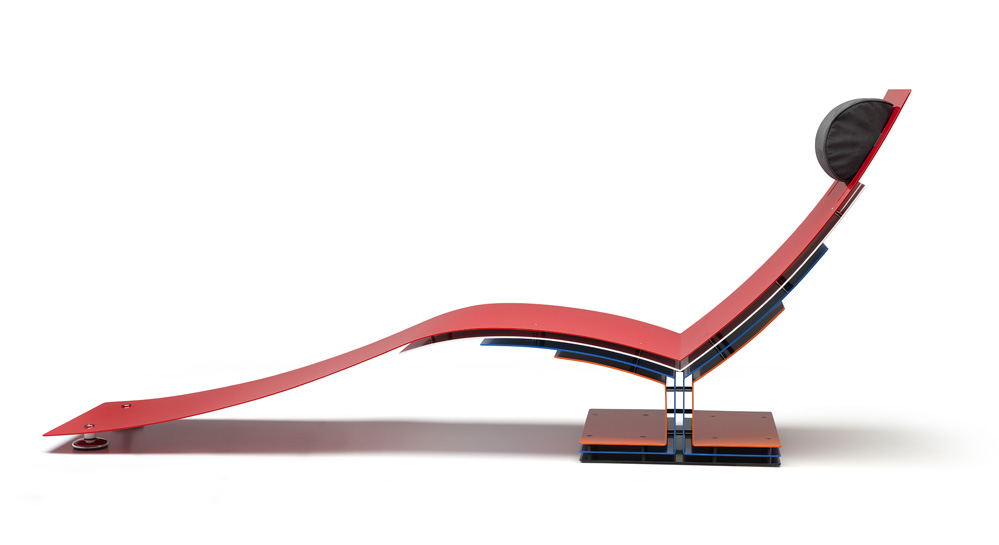
Royal Dutch Chair (2012), LSD design

Willem Lenssinck (ur. 21 kwietnia 1947 w Woerden) – holendersko-niemiecki rzeźbiarz i projektantem.

## Życiorys
Willem Lenssinck, syn holenderskiego ojca i niemieckiej matki, dorastał w Harmelen w Holandii. W 1950 roku rodzina przeniosła się do Utrechtu, gdzie Lenssinck później uczęszczał do Akademii Sztuk Pięknych (HKU). W roku 1969, rok ukończenia Akademii, został polecony przez swoich nauczycieli w Royal Delft i natychmiast zatrudniony jako projektant ceramiki przemysłowej.
Od 1972 do 1985 roku Lenssinck wykonał wiele zleceń w obszarze ceramiki oraz brązu. W 1985 roku artysta przeprowadził się do Langbroek. W 2001 roku ożenił się z Catherine Laimböck-Vermeulen, córką malarza Piet Vermeulen. Lenssinck jest ojcem Jeroen Lenssinck i ojczymem Lia Laimböck, również aktywnych artystów.
Obecnie Lenssinck skupia się wyłącznie na pracy indywidualnej – rzeźby w brązie, nowym srebrze (Neusilber), stali nierdzewnej lub aluminium, projektuje także meble. Jego rzeźby charakteryzują się futurystycznym wyglądem, ostrymi liniami i gładkimi, wypolerowanymi powierzchniami. Ulubiona tematyka jego prac to „Koń i maszyna”, jako symbol rozwoju technologicznego 20. wieku, oraz figury kobiet i byków. Od 2005 r. Lenssinck wykorzystuje nowe procesy projektowania 3D w celu pokonania ograniczeń technicznych tradycyjnych modeli gipsowych, takich jak powiększenia i miniaturyzacja. Prace Willem’a Lenssinck można znaleźć między innymi w zbiorach British Museum (Londyn), Muzeum Beelden aan Zee (Scheveningen), Muzeum Buitenplaats (Eelde), kolekcji IHK Hanower, prywatny zbiór Silvio Berlusconiego oraz innych kolekcjach prywatnych na całym świecie.
W 1991 Lenssinck otrzymał nagrodę „Pieter d’Hont” dla swojego twórczości. Jego rzeźby były regularnie obecne na targach sztuki, jak PAN Fine Art Fair w Amsterdamie i TEFAF (Europejskie Targi Sztuki Pięknych) w Maastricht. W 2007 roku monografia „Willem Lenssinck” została opublikowana z okazji jego sześćdziesiątych urodzin. Louwman Muzeum w Hadze pokazał prace Lenssinck’a podczas wystawy „Horse Power” w 2015 roku.

## Wybrane wystawy
- 1990–1993 Pan Fine Art Fair, Amsterdam
- 1992–2016 Galerie Laimböck, Langbroek
- 1993–2015 TEFAF, Maastricht
- 1993 Kunsthaus Bühler, Stuttgart
- 1994 Muzeum Beelden aan Zee, Scheveningen
- 1994 Art Fair Herrenhausen, Hanower
- 1995 LineArt, Gent
- 1996 Tresor Fine Art Fair, Singapur
- 2000 Muzeum De Buitenplaats, Eelde
- 2007 Steendruk Muzeum Valkenswaard
- 2010–2012 Art Fair Zurich, Zurych
- 2013 Art Fair, West Palm Beach
- 2015 Louwman Museum, Haga